# Государственный симфонический оркестр Удмуртской Республики
Государственный симфонический оркестр Удмуртской Республики — симфонический оркестр, базирующийся в Ижевске. Один из крупнейших музыкальных коллективов Удмуртии.

## История
Оркестр основан по инициативе Союза композиторов УР в 1992 году как Симфонический оркестр Министерства культуры Удмуртской Республики.
Первые выступления прошли в 1993 году в ходе фестиваля музыки композиторов Поволжья и Приуралья.
С 1996 года оркестр начал сотрудничать с известными дирижёрами за пределами республики.
Начало гастрольной деятельности было положено в 1997 году, когда оркестр впервые выехал за пределы Удмуртии (в Москву).
В январе 1998 года сменился главный дирижёр оркестра. В этот же период оркестр начинает ежегодные выезды на летние гастроли в Италию.
В 2005 году состоялось первое гастрольное турне по Испании. А летом следующего года симфонический оркестр УР дал концерты в Швейцарии.

## Современная деятельность
Основу репертуара оркестра составляют русская и зарубежная классическая музыка, произведения композиторов Удмуртии, в том числе П. И. Чайковского.
Симфонический оркестр УР организует ежегодные фестивали «Рождественские вечера», а также является участником фестивалей имени П. И. Чайковского, фестиваля «Молодые таланты России», Международного джазового фестиваля.
Оркестр поддерживает многочисленные контакты с различными музыкальными творческими коллективами, участвует в мероприятиях Союза композиторов Удмуртии.

## Главные дирижёры оркестра
- 1992—1997 — Владимир Иваровский
- 1998—2017 — Николай Роготнев
- с 2017 — Андрей Гордеев

## Награды
- Государственная премия Удмуртской Республики
- Премия «Лира» Администрации Ижевска